# Дегранж, Анри
Анри Дегранж (фр. Henri Desgrange; 31 января 1865, Париж — 16 августа 1940, Боваллон, департамент Дром) — французский велогонщик и спортивный журналист. Обладатель ряда рекордов на треке. Наиболее известен как организатор Тур де Франс.

## Биография
Анри Дегранж родился в семье парижан вместе с братом-близнецом Жоржем. В молодости Анри работал клерком в юридической фирме. По легенде, он был уволен из-за того, что доезжал до работы на велосипеде. В начале 1890-х годов Дегранж сконцентрировался на велоспорте и добился больших успехов на треке. Его ускорение было очень слабым, но выносливость помогла ему установить несколько рекордов, на 50 и 100 километров, 100 миль, а также в заезде на трицикле. 11 мая 1893 года Анри обновил часовой рекорд, проехав 35 325 метров. Завоёванный в гонках авторитет помог Дегранжу занять ряд руководящих позиций. В 1897 году он стал директором нового парижского велодрома, ныне известного футбольного стадиона «Парк де Пренс», а в 1903 году занял аналогичную должность на Велодром д'Ивер. Когда вскоре страну разделило дело Дрейфуса, в 1900 году от газеты Le Vélo откололась L'Auto-Vélo, и Дегранж был приглашён на пост главного редактора новой газеты. Конкуренция распространялась на организованные этими газетами велогонки.
В январе 1903 года Le Vélo через суд добилась исключения из названия конкурента слова Vélo, однако за 2 месяца до этого редакторы L'Auto решили создать новую уникальную гонку, что в итоге помогло им одержать победу. Идея Тур де Франс принадлежала подчинённому Дегранжа Жо Лефевру, хотя «отцом» гонки всегда назывался именно Анри. Дегранж опасался провала проекта, и, стремясь отделиться от него, не присутствовал на Тур де Франс 1903, сославшись на болезнь. Гонка получила большую популярность, тираж газеты взлетел, и в 1904 году Анри уже сам сопровождал пелотон. На этот раз гонка завершилась скандалом, и Дегранж считал, что её третьей версии уже не будет. Однако она успешно состоялась, и Тур де Франс до сих пор остаётся самой престижной гонкой в велокалендаре. На протяжении следующих десятилетий Дегранж оставался директором Тура.
Специализация на выносливости во время карьеры и после её завершения руководила Дегранжем. Так, Тур де Франс при нём был крайне тяжёлой гонкой, до финиша которой добирались немногие. Анри усложнял жизнь гонщикам, включая в маршрут горы и запрещая пользоваться чужой помощью. Он снискал славу деспота, конфликтовал со многими гонщиками, командами, другими спортивными функционерами. Анри отбивался от любого вмешательства в дела Тур де Франс, равно как оставлял без внимания и жалобы гонщиков. Одной из некрасивых историй стал его конфликт с не самым крупным производителем велосипедов Mercier. Двукратный победитель Тура Андре Ледюк захотел перейти из мощной команды Alcyon в Mercier. Директору Alcyon хотелось отомстить, и он уговорил Дегранжа не приглашать Ледюка на Тур де Франс. Мерсье написал жалобу, и делом занялись юристы. Тогда Дегранж запретил своим подчинённым писать название Mercier на страницах газеты. Так как газета освещала события с участием этого производителя, его название писали, но умышленно с ошибками. Когда Мерсье требовал давать заметку с указанием об ошибке, на страницах газеты появлялись сообщения вроде «Месье Cermier уведомляет, что на самом деле его зовут месье Merdier (эвфемизм на «дерьмо»)».
Дегранж был фанатом физической культуры, активно занимаясь спортом на протяжении всей жизни. Одной из причин поражения во франко-прусской войне Анри считал слабую физическую подготовку французов. С помощью своей газеты он пропагандировал здоровый образ жизни. Кроме элитного Тур де Франс, Дегранж занимался внедрением массового движения рандоннёров, организацией марафонов-бреветов. После начала Первой мировой войны он со страниц газеты призвал молодёжь убивать на фронте немцев, не беря пленных. В 1917 году разменявший шестой десяток Дегранж также вступил в армию, однако участия в боевых действиях не принимал.
У Анри была дочь от первого брака, после войны он жил с авангардисткой Жанной Деле в доме на средиземноморском побережье. Летом 1939 года ему предстояли две операции на простате. Дегранжу предписывался покой, но он предпочёл сопровождать пелотон Тура в автомобиле, и тряска усугубила болезнь. В августе 1940 года Анри Дегранж умер. Посвящённый ему монумент установлен на одной из самых грозных вершин Тур де Франс, Коль-дю-Галибье. Приз Анри Дегранжа вручается покорителю самого высокого подъёма Тура.